# 柳沢麻里
柳沢 麻里（やなぎさわ まり、1965年12月28日 - ）は、神奈川県・川崎市出身の女優である。日出高等学校卒業。
旧芸名は浅野 なつみ（あさの - ）。

## 来歴・人物
- 1985年、浅野なつみの芸名でロマンポルノ全盛時のにっかつ製作一般映画「みんなあげちゃう♡」（原作は弓月光の同名の漫画）の実写版でデビュー、同時に同作の主題歌で歌手デビューも果たす。その後すぐにフジテレビ系ドラマ「スケバン刑事」にて海槌三姉妹の三女、久巳役で注目された。
- その後は映画出演や、グラビアアイドルとしてヌード写真集も出版している。
- 現在の活動は不明である。

## 出演作品

### 映画
- 「みんなあげちゃう♡」（1985年） - 間宮悠乃役
- 「童貞物語」（1986年） - 井上あけみ役
- 「待ち濡れた女」（1987年）
- 「山田村ワルツ」（1988年）

### ドラマ
- 「スケバン刑事」（フジテレビ 1985年） - 海槌久巳役。
- 「殺人よ、こんにちは」（フジテレビ 1985年）
- 「あいつと私」（フジテレビ 1986年）
- 「世にも奇妙な物語」（フジテレビ 1990年） - オープニング出演

### シングル
- 「みんなあげちゃう♡ / 星の接吻」（1985年年4月21日、AH-588） 作詞：秋元康、作曲・編曲：見岳章

### 写真集
- 「TWILIGHT SUMMER」
- 「香港より愛をこめて」
- 「終止符」

| スタブアイコン | サブスタブ | この項目は、まだ閲覧者の調べものの参照としては役立たない、俳優（男優・女優）に関連した書きかけの項目です。この項目を加筆・訂正などしてくださる協力者を求めています（P:映画/PJ芸能人）。 |